# تشارلز ر. ونايت
تشارلز ر. ونايت (بالإنجليزية: Charles R. Knight)‏ هو فنان ورسام أمريكي، ولد في 21 أكتوبر 1874 في بروكلين في الولايات المتحدة، وتوفي في 15 أبريل 1953 في مانهاتن في الولايات المتحدة.